# Faites vous-même votre malheur
The situation is hopeless but not serious
Faites vous-même votre malheur est un ouvrage du psychologue, psychothérapeute, psychanalyste jungien et sociologue Paul Watzlawick paru en français aux éditions du Seuil en novembre 1984 dans une traduction de Jean-Pierre Carasso. Il a été publié en 1983 en version originale sous le titre The Situation Is Hopeless but Not Serious: The Pursuit of Unhappiness.

## Présentation

Fonctions et personnalité

La base de la pensée de Paul Watzlawick tient dans cette citation : « Nous construisons le monde, alors que nous pensons le percevoir. Ce que nous appelons "réalité" (individuelle, sociale, idéologique) est une interprétation, construite par et à travers la communication. Un patient est donc enfermé dans une construction systématisée, qui constitue son monde à lui. Dès lors la thérapie va consister à tenter de changer cette construction. » 
«  Une idée, pour peu qu'on s'y accroche avec une conviction suffisante, qu'on la caresse et la berce avec soin, finira par produire sa propre réalité. »
— Paul Watzlawick, Faites vous-mêmes votre malheur, page 54
D'une façon plus générale, ce sont nos perceptions de la réalité, forcément limitées par nos sens, notre manière de ressentir les choses, qui induisent les difficultés dans nos relations à autrui et nos façons de communiquer. Ce livre a obtenu un succès considérable (pour ce genre d'ouvrages en tout cas), en particulier en Allemagne et en Italie, sans doute parce que l'auteur l'a voulu à la portée de tous, un livre de vulgarisation et qu'il se présente comme une parodie des livres voués aux conseils pratiques, genre 'Faites vous-même votre maison', 'comment réparer sa voiture'...
C'est, à côté de son travail scientifique de thérapeute proprement dit, une méthode qui lui tient à cœur puisqu'il a publié deux autres livres dans la même veine, avec la même démarche que celui-là : Guide non conformiste pour l'usage de l'Amérique où il se moque quelque peu de ses compatriotes et Comment réussir à échouer avec des objectifs proches de Faites vous-mêmes votre malheur.

Niveaux conscients et inconscients

Il passe en revue les moyens dont on dispose pour se rendre malheureux, moyens qui sont de deux sortes : 

- Les moyens connus, ceux qu'on utilise déjà avec plus ou moins de volonté et de systématisme : exiger beaucoup voire trop de la personne aimée parce que ce n'est jamais assez, revenir constamment sur le passé, sur les échecs pour se prouver à soi-même que décidément on ne peut réussir, que les cartes sont biseautées dès le départ...

- Les moyens plus sophistiqués qui demandent un degré de perversion supérieur et dont il nous offre quelques exercices d'initiation car il n'est jamais trop tard pour se faire du mal...
Parmi les paradoxes que Watzlawick a étudiés, on peut distinguer L’injonction paradoxale qui peut mener dans certains cas à la double contrainte - théorie élaborée par Gregory Bateson et qui l'a particulièrement intéressé (la double contrainte ajoute à l’injonction paradoxale l’interdiction de communiquer sur l’absurdité de la situation et oblige le sujet qui en est victime à être dans une situation potentiellement pathogène d’indécidabilité).
Par exemple, quand on dit à quelqu'un Sois spontané !, le seul fait de lui intimer cette injonction introduit déjà un biais : soit c'est un refus, une réaction spontanée mais négative, soit c'est une soumission qui ne peut être spontanée. Cette injonction paradoxale a pour effet de vicier dès le départ la communication et de provoquer une réaction en chaîne de malentendus. Dans le cas d’une simple injonction paradoxale, le sujet aura toujours la possibilité de s’en sortir en faisant remarquer à la personne qui en est l’auteur, l’absurdité de cet ordre.
Autre exemple : « Tu ne m’offres jamais de fleurs ! », reproche la femme à son mari. Mais le jour où le mari lui offre vraiment des fleurs et se présente tout content un bouquet à la main, la femme peut avoir ce genre de réflexion « C’est parce que je te l'ai dit que tu m'offre des fleurs ! » Et le mari déstabilisé par la remarque désagréable pourra à son tour reprocher à son épouse son comportement. C'est le début d'un cercle vicieux générateur de scènes de ménage. Il tend à s'établir une relation perverse, interactions biaisées par les attaques, les sous-entendus, où la femme adresse des reproches au mari qui va à son tour répliquer, adresser des reproches à sa femme…

## Procès d'intention et relations perverses

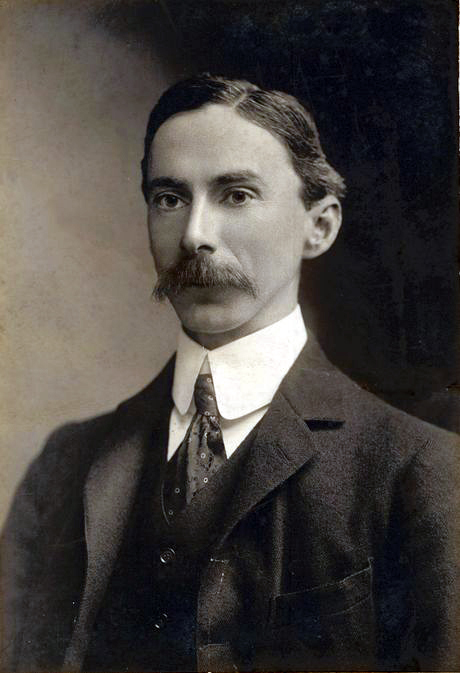
Bertrand Russell

Lorsque l'on cherche à comprendre un dialogue, disait Bertrand Russell, il est nécessaire de séparer les déclarations portant sur les choses et déclarations portant sur les relations. Gregory Bateson en a dégagé que toute communication contient les deux niveaux. Pour ne pas faire de peine à son ami, un homme vantera les qualités de sa nouvelle voiture bien qu'il n'en pense rien de tel. Les formes les plus drastiques en sont la voyance, prétendre lire dans la pensée d'autrui et lui attribuer des sentiments négatifs, les faire culminer dans un effort pour que l'autre 'sorte de ses gonds' ou même le rendre fou. L'alternative illusoire procède de la même démarche et consiste à renvoyer l'autre à une alternative imposée, créant ainsi un malaise que l'autre ne comprend pas. C'est ainsi que le piège se referme : l'enfermer dans des règles incompréhensibles, tirer les ficelles, en faire une technique de manipulation. Elle peut être déclinée sur le mode de l'insistance, engagement d'un dialogue sans fin.
Manier l'art du paradoxe est aussi une solution alléchante, comme cette mère qui demande à son enfant de faire son devoir, non parce que c'est la règle, mais parce qu'il devrait aimer ça, de glisser ainsi vers un chantage aux sentiments. Ces techniques permettent d'enfermer l'autre dans un type de relation dont il ne peut sortir sans dommages. 
La répétition, l'accoutumance peut générer une véritable dépression, la victime pouvant être doublement déprimée : non seulement elle ne devrait pas être déprimée (attitude négative) mais elle devrait ensuite s'accuser de 'plomber l'ambiance' et de décevoir les autres. Pour sortir de ces cercles vicieux, il faut en préalable renverser le précepte biblique repris par Dostoïevski : « Pour aimer son prochain, il faut d'abord s'aimer soi-même. » 
Le goût du malheur trouve un terreau favorable dans des volontés sublimées, le sacrifice, les 'assistantes sociales qui veulent sauver l'autre', les relations asymétriques entre une femme dévouée et un homme dépendant, qui ne feront que renforcer les tendances de chacun. Le rôle que le partenaire doit jouer envers l'autre est de même nature que celui qu'il veut jouer « pour produire ses propres réalités. » Chacun y cherche une gratification personnelle, un 'service rendu' et dit Watzlawick « on sait qu'un sadique est un homme qui refuse de faire souffrir un masochiste. » La relation vécue comme un combat mène soit à une perte pour chacun, une 'victoire à la Pyrrhus' où tout le monde y 'laisse des plumes' soit à une lutte sans fin, une relation dichotomique du vainqueur-perdant. Cette relation obsessionnelle ne peut être dépassée qu'en établissant une réelle confiance et une grande sérénité entre les personnes,.

On peut l'illustrer par la citation suivante   :  
«  Tout est bien... Tout. L'homme est malheureux parce qu'il ne sait pas qu'il est heureux. Ce n'est que cela. C'est tout, c'est tout ! »
— Fiodor Dostoïevski, Les Possédés